# Dengler: Am zwölften Tag
Am zwölften Tag ist ein deutscher Fernsehfilm von Lars Kraume aus dem Jahr 2016. Es handelt sich um den zweiten Filmbeitrag der Krimireihe Dengler, die montags als „Fernsehfilm der Woche“ ausgestrahlt wird. In den Hauptrollen der Ermittler agieren Ronald Zehrfeld und Birgit Minichmayr. Die Erstausstrahlung der Episode erfolgte am 14. März 2016 im ZDF.

## Handlung
Der ehemalige BKA-Zielfahnder Georg Dengler wird von Hacker-Expertin Olga Illiescu, die ihm bei seinem letzten Fall in Berlin unterstützt hatte, um ein Gefallen gebeten. Das Bundeskriminalamt hat einen neuen Zielfahnder auf sie angesetzt, der ihr nun dicht auf den Fersen ist. Sie ist gerade mit einem öffentlichen Bus von Berlin nach Stuttgart unterwegs, als sie mit Dengler Kontakt aufnimmt. Kurz vor Stuttgart eilt er ihr auf dem Motorrad zu Hilfe und mit dem Überraschungsmoment auf ihrer Seite gelingt beiden erfolgreich die Flucht vor den Beamten. Illiescu taucht bei Dengler unter und hilft ihm im Gegenzug, seinen verschollenen Sohn Jakob wiederzufinden, dessen letztes Lebenszeichen auf einen Hof für Massentierhaltung von Carsten Osterhannes führt. Neben Jacob sind auch seine Mitschülerin Laura und sein Freund Cem spurlos verschwunden. Dengler findet heraus, dass sich die drei für Tierrechte einsetzen und in Schwierigkeiten geraten sind. Umgehend bricht Dengler mit Illiescu auf, doch mittlerweile hat ihn das BKA zur Fahndung ausgeschrieben. Es gelingt beiden nahezu unerkannt bis nach Berlin zu gelangen, wo Illiescu Jacobs Handy zuletzt geortet hatte. Kaum in Berlin angekommen, hat das BKA die beiden sofort im Visier. Nachdem Dengler gefasst wird und Illiescus Aufenthaltsort verraten soll, können beide das BKA letztendlich überlisten und entkommen. Dengler fährt nun allein weiter zu der Mastanlage, wo er seinen Sohn vermutet. Als er eintrifft brennt die Anlage lichterloh. Hintergrund sind Osterhannes Machenschaften. Er beschäftigt über eine Leiharbeiterfirma billige rumänische Arbeitskräfte. Nachdem der Rumäne Kimmi mit Denglers Sohn Jacob in Kontakt gekommen war, fing er eine Rebellion gegen ihre Arbeitsbedingungen an. Osterhannes engagierte deshalb Klaus Steiner mit seiner Schlägertruppe, um das Problem zu lösen. Bei den Handgreiflichkeiten kam einer der Rumänen ums Leben, den Steiner einfach bei den Schweinen „entsorgen“ ließ. Als nun Jacob, Laura und Cem ausgerechnet in dieser Nacht in der Mastanlage auftauchten, wurden sie zu unliebsamen Zeugen, die entdeckt und von Steiner festgehalten werden. Zur Lösung der ganzen Misere, die Steiner total aus dem Ruder gelaufen war, will er mit dem Brand den Hof samt aller Zeugen und Beweise beseitigen. Dank Denglers rechtzeitigem Eintreffen kann dies verhindert werden. Er rettet damit nicht nur seinem Sohn, sondern allen Beteiligten das Leben. Steiner entkommt, wird aber von Osterhannes' Handlanger erschossen, als er seine Bezahlung fordert. Auch Osterhannes selbst kann am Ende zur Rechenschaft gezogen werden, als er Kimmi umbringt, nur weil der von ihm seinen ausstehenden Lohn und seinen Pass haben wollte.

## Hintergrund
Die Dreharbeiten für Am zwölften Tag erstreckten sich vom 9. Juni 2015 bis zum 10. Juli 2015 und fanden in Berlin sowie näherer Umgebung statt.

### Kritiken
Rainer Tittelbach von Tittelbach.tv urteilte: „Georg Dengler ist bei seinem zweiten Einsatz in eigener Sache unterwegs: Der Privatermittler muss seinen Aktivistensohn aus den Fängen der Billigfleisch-Mafia befreien; außerdem hilft er Hackerin Olga, die vom BKA gejagt wird. ‚Dengler – Am zwölften Tag‘ entstand wie schon Die letzte Flucht nach einem Bestseller von Wolfgang Schorlau. Der ZDF-Thriller ist zwar abwechslungsreich geplottet, besitzt aber dramaturgische Schwächen, wodurch er nicht so mitreißend ist wie sein Vorgänger, die Themen-Infos sind filmisch dafür umso cleverer in die Handlung eingebunden, die soliden Action-Szenen beleben das Ganze und Ronald Zehrfeld & Birgit Minichmayr könnte man stundenlang bei ihren coolen Spielchen zuschauen.“
Bei der Frankfurter Allgemeinen Zeitung schrieb Michael Hanfeld: „Als Krimiheld ist Georg Dengler im hiesigen Fernsehen eine Ausnahmeerscheinung. Er war zwar Polizist - Zielfahnder beim Bundeskriminalamt -, ist aber keiner mehr. Jetzt ermittelt er privat. Und er ist nicht nur seiner freiberuflichen Verfassung nach, sondern auch ganz konkret auf nicht so ausgefahrenen Wegen und in eigener Mission unterwegs. Dies vornehmlich mit dem Motorrad, womit es in der zweiten Folge der Serie mit dem eingängigen Namenstitel ‚Dengler‘, die nach den Romanen von Wolfgang Schorlau entsteht, eine besondere Bewandtnis hat. Ohne sein Motorrad käme Dengler (Ronald Zehrfeld) nirgendwohin und nirgends an.“
Beim Filmdienst war man der Meinung: „Spannender, atmosphärisch dichter, mitunter auch recht heftiger (Fernsehserien-)Krimi um einen ehemaligen BKA-Ermittler. Phasenweise zu offensichtlich an Stig Larsons Millennium-Trilogie angelehnt, überzeugen die vorzüglichen Darsteller.“

### Einschaltquote
Bei der Erstausstrahlung von Am zwölften Tag am 2014. März 2016 erreichte der Film 5,06 Millionen Zuschauer, was einen Marktanteil von 15,2 Prozent für das ZDF ergibt.